# Врсте црквених песама
На основу места и улоге у литургији и дужине текста, разликујемо тридесетак врста црквених песама.
Херувика – песма коју поје на литургији за време преношења светих дарова са жртвеника на престо у олтару. Назив је добила по првим речима „Иже херувими” („херувим”: хебр. ’анђео’).
Икос – строфа у великом кондаку, касније посебна песма која се пева након малог кондака. Унутар канона наставља тему малог кондака и износи похвалну карактеристику светитеља који се слави. У српској поезији рано нестаје некадашња обавезна анафора „радуј се”.
Ирмос – у византијској поезији: прва строфа сваке песме у канону, служи као метрички и мелодијски узор тропарима. Ирмолог – сви ирмоси од првог до осмог гласа.
Јектеније – кратка молитва с рефреном који се понавља као одговор у наизменичном певању свештеника и верника (Господу помолим сја, Господи помилуј).
Канон – низ од девет песама, односно осам, јер друга обично изостаје због свог тужног садржаја (пева се само за време великог поста и покајничким приликама). Канон почива на библијским текстовима о Христовом доласку. У службама српским светитељима увек се налази по један или више канона.
Кондак – 1. Оригинално дуга песма од 20–30 строфа, темом и основном структуром почива на проповеди. У наслову се истиче име празника којем је посвећена. У уводу се најављује тема, а те уводне строфе метрички се разликују од наредних; то су икоси, чија прва слова дају акростих, а завршетке икоса повезује припев (рефрен). 2. Првобитни развијени облик кондака (велики кондак) касније нестаје, а данас је кондак само једна строфа која следи после шесте песме канона.
Октоих (осмогласник) – књига црквених песама за сваки дан у недељи, груписаних по музичким гласовима, којих има осам; један глас важи за једну седмицу, па се смењују у циклусима од осам недеља. Октоих се не употребљава у ускршњем циклусу (тада се примењује триод).
Параклис (молепствије) – призивање помоћи светитељима или обичним људима, саставља се од познатих канона и молитава.
Паримија – делови старозаветних пророчких и поучних тестова који се читају на вечерњем богослужењу. Паримејник – зборник паримија.
Полијелеј – појање 134. и 135. псалма са додатком „Јако ва век милост јего”, при чему се пале кандила у којима гори уље (јелеј).
Прокимен – библијски стих који се пева пре читања апостола, јеванђеља и паримија у одређеној мелодијској форми 
Служба – богослужбена песничка композиција саздана од разних елемената црквеног песништва.
Стихира – оригинално строфа која се додавала као припев одређеном стиху псалма, касније од тога постаје песма од неколико строфа која се додаје уз разне песме унутар службе.
Стихирар – зборник стихира.
Триод – две књиге црквених песама: 1. посни триод (или фарисејевац, јер се користи од Недеље митара и фарисеја) за период четрдесетнице и великог поста, а тематски доминира покајање; 2. цветни триод  (или пентикостар, јер се користи за време педесетнице) за период од Ускрса до Недеље свих светих, а тематски доминира васкрсење Исуса Христа, вазнесење Господње и силазак светог духа на апостоле. – Назив триод указује на то да су канони овог типа састављени обично од три песме.
Тропар – строфа, структурални део већих песничких целина. Химна од једне строфе. Често има тематски назив, на пример „васкршњи тропар”.